# Hydrorybina
Hydrorybina és un gènere d'arnes de la família Crambidae.

## Taxonomia
- Hydrorybina fulvescens Munroe, 1977
- Hydrorybina polusalis (Walker, 1859)
- Hydrorybina pryeri (Butler, 1881)
- Hydrorybina violascens (Hampson, 1917)